# Duncan Huisman
Duncan Huisman (Doornspijk, Gelderland, 11 de noviembre de 1971) es un piloto neerlandés de automovilismo. Tiene tres títulos en el Campeonato Neerlandés de Turismos, cuatro en Porsche Supercup y uno en el Campeonato Neerlandés de GT.
Es el hermano mayor del también piloto Patrick Huisman.

## Carrera
Se consagró campeón del Campeonato Neerlandés de Turismos en tres ocasiones: 1997, 2000 y 2001, todas con un BMW Serie 3.
Entre 2001 y 2004 condujo en el Campeonato Europeo de Turismos (ETCC) y a partir del 2005 en el WTCC con BMW Team UK, terminando 6.º y 1.º en las dos competiciones de Macao a fin de temporada. Al año siguiente compitió durante poco más de media temporada para el BMW Team Italy/Spain, acabando en la 13.º posición del torneo.
Duncan condujo para el Team Aviva solo en Macao en la temporada 2007 de WTCC, lo que provocó especulaciones de que él se uniría a Team RAC del Campeonato Británico de Turismos en 2008, junto con Colin Turkington tras la salida de Tom Onslow-Cole a Vauxhall´s VXR Racing. Stephen Jelley terminó ocupando ese lugar, por lo que Huisman volvió a competir en el Campeonato Mundial de Turismos, en las dos carreras disputadas en el Motorsport Arena Oschersleben de Alemania, con un BMW del Wiechers-Sport.

## Resultados

### Campeonato Mundial de Turismos
(Clave) (negrita indica pole position) (cursiva indica vuelta rápida)
| Año         | Equipo               | Automóvil | 1     | 2     | 3     | 4     | 5     | 6     | 7     | 8     | 9        | 10       | 11       | 12       | 13       | 14      | 15       | 16       | 17      | 18    | 19      | 20       | 21      | 22       | 23    | 24    | Pos. | Puntos |
| ----------- | -------------------- | --------- | ----- | ----- | ----- | ----- | ----- | ----- | ----- | ----- | -------- | -------- | -------- | -------- | -------- | ------- | -------- | -------- | ------- | ----- | ------- | -------- | ------- | -------- | ----- | ----- | ---- | ------ |
| 2005        | BMW Team Holland     | BMW 320i  | ITA 1 | ITA 2 | FRA 1 | FRA 2 | GBR 1 | GBR 2 | SMR 1 | SMR 2 | MEX 1    | MEX 2    | BEL 1    | BEL 2    | GER 1    | GER 2   | TUR 1    | TUR 2    | ESP 1   | ESP 2 | MAC 1 6 | MAC 2 1  |         |          |       |       | 13.º | 13     |
| 2006        | BMW Team Italy-Spain | BMW 320si | ITA 1 | ITA 2 | FRA 1 | FRA 2 | GBR 1 | GBR 2 | GER 1 | GER 2 | BRA 1 11 | BRA 2 16 | MEX 1 21 | MEX 2 11 | CZE 1 18 | CZE 2 9 | TUR 1 5  | TUR 2 10 | ESP 1 7 | ESP 2 | MAC 1 2 | MAC 2 13 |         |          |       |       | 13.º | 22     |
| 2007        | Team AVIVA           | BMW 320si | BRA 1 | BRA 2 | NED 1 | NED 2 | ESP 1 | ESP 2 | FRA 1 | FRA 2 | CZE 1    | CZE 2    | POR 1    | POR 2    | SWE 1    | SWE 2   | GER 1    | GER 2    | GBR 1   | GBR 2 | ITA 1   | ITA 2    | MAC 1 9 | MAC 2 11 |       |       | NC   | 0      |
| 2008        | Wiechers-Sport       | BMW 320si | BRA 1 | BRA 2 | MEX 1 | MEX 2 | ESP 1 | ESP 2 | FRA 1 | FRA 2 | CZE 1    | CZE 2    | POR 1    | POR 2    | GBR 1    | GBR 2   | GER 11 6 | GER 2 10 | EUR 1   | EUR 2 | ITA 1   | ITA 2    | JPN 1   | JPN 2    | MAC 1 | MAC 2 | 24.º | 0      |
| Referencia: |                      |           |       |       |       |       |       |       |       |       |          |          |          |          |          |         |          |          |         |       |         |          |         |          |       |       |      |        |

### Campeonato Mundial de GT1
(Clave) (negrita indica pole position) (cursiva indica vuelta rápida)
| Año         | Equipo          | Automóvil | 1      | 2      | 3      | 4      | 5      | 6      | 7      | 8      | 9      | 10     | 11     | 12     | 13     | 14     | 15        | 16         | 17        | 18        | 19         | 20         | Pos. | Puntos |
| ----------- | --------------- | --------- | ------ | ------ | ------ | ------ | ------ | ------ | ------ | ------ | ------ | ------ | ------ | ------ | ------ | ------ | --------- | ---------- | --------- | --------- | ---------- | ---------- | ---- | ------ |
| 2010        | Mad-Croc Racing | Corvette  | ABU QR | ABU CR | SIL QR | SIL CR | BRN QR | BRN CR | PRI QR | PRI CR | SPA QR | SPA CR | NÜR QR | NÜR CR | ALG QR | ALG CR | NAV QR 15 | NAV CR Ret | INT QR 18 | INT CR 19 | SAN QR DNS | SAN CR DNS | 55.º | 0      |
| Referencia: |                 |           |        |        |        |        |        |        |        |        |        |        |        |        |        |        |           |            |           |           |            |            |      |        |